# メッサーシュミット・ベルコウ・ブローム
メッサーシュミット・ベルコウ・ブローム（Messerschmitt-Bölkow-Blohm 、MBB) は、ドイツ・アメリカのダイムラー・クライスラー（現ダイムラー）傘下にあった航空機メーカー。

## 概要
1968年6月6日にメッサーシュミットがベルコウと合併し、社名をメッサーシュミット・ベルコウに変更した。
1969年5月にはハンブルクのHFBからブローム・ウント・フォス（Blohm + Voss）の航空機部門を買収し、再度社名をメッサーシュミット・ベルコウ・ブローム（Messerschmitt-Bölkow-Blohm)と変更した。
1980年、フォッケウルフとハインケルの後身であるVereinigte Flugtechnische Werkeを吸収した。
1998年11月7日、MBBは独米の複合企業ダイムラー・クライスラーグループに買収された。航空機部門は、ダイムラークライスラー・エアロスペース（DaimlerChrysler AeroSpace AG）と名称が与えられた。
ヨーロッパの防衛連携のため2000年にフランスのアエロシパル・マトラ、スペインのCASA、そしてDASAが合併してEADS
（European Aeronautic Defence and Space Company N.V.）が創設され、ダイムラークライスラー・エアロスペースはEADSドイツに社名が変わった。

## 航空機
- MBB Bo 105
- MBB Bo 108 - ユーロコプター EC 135になる
- BK 117

### 協力事業
- エアバスA300
- エアバスA310
- エアバスA320
- ユーロファイター タイフーン
- パナビア トーネード
- C-160 (航空機)
- X-31